# Fuchsmühle (Rothenburg ob der Tauber)

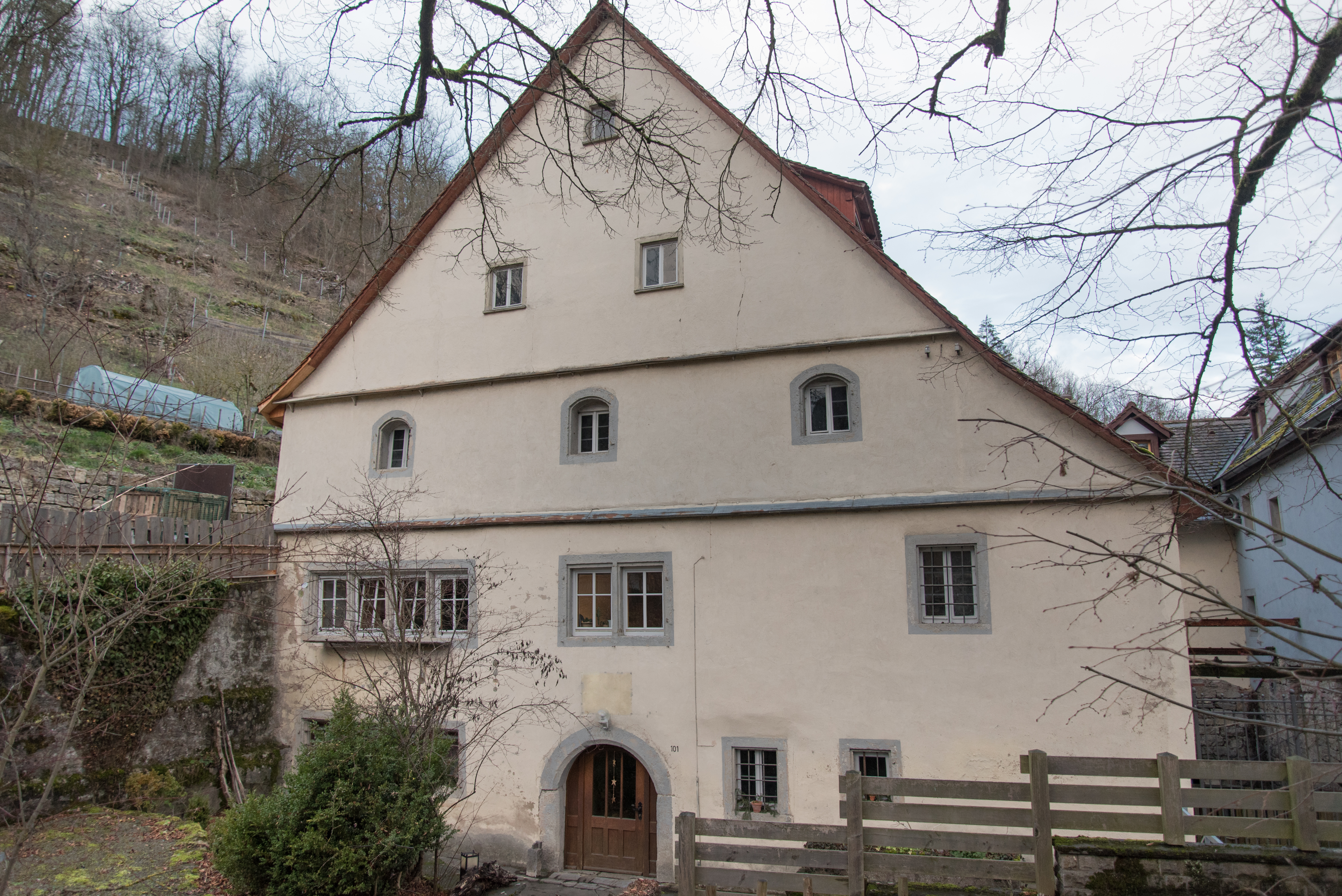
Ehemalige Wassermühle

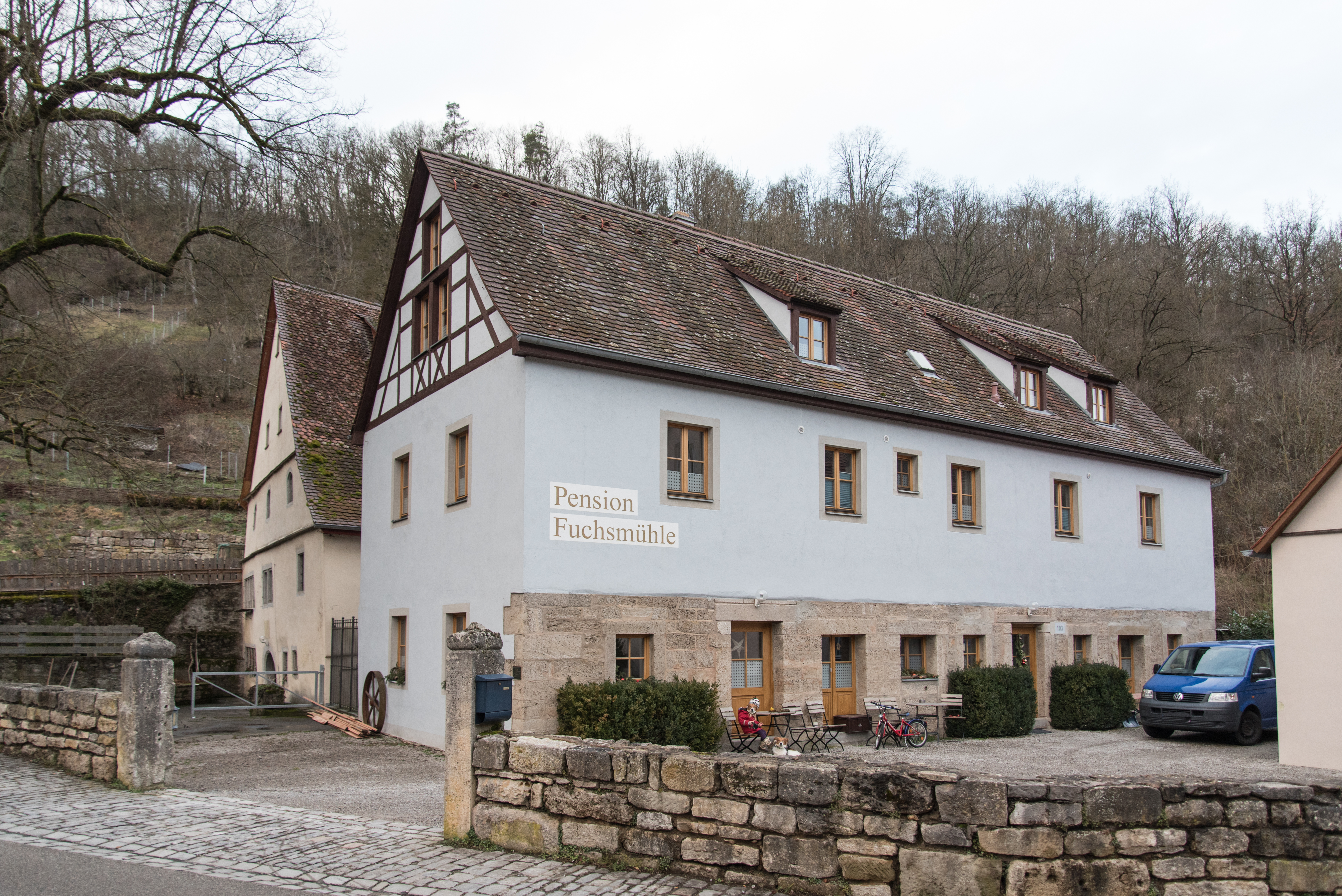
Nebengebäude

Fuchsmühle ist ein Gemeindeteil der Großen Kreisstadt Rothenburg ob der Tauber im Landkreis Ansbach (Mittelfranken, Bayern). Fuchsmühle liegt in der Gemarkung Rothenburg ob der Tauber.

## Geografie
Die Einöde liegt an der Tauber. 0,3 km westlich steht ein Bismarckdenkmal. Eine Gemeindeverbindungsstraße führt nach Kaiserstuhl (0,2 km südwestlich) bzw. zur Staatsstraße 1020 bei der Bronnenmühle (0,6 km nördlich). Im Ort steht eine Linde, die als Naturdenkmal ausgezeichnet ist.

## Geschichte
Die Mühle wurde 1447 erstmals urkundlich erwähnt.
Mit dem Gemeindeedikt (frühes 19. Jahrhundert) wurde der Ort dem Steuerdistrikt und der Munizipalgemeinde Rothenburg ob der Tauber zugeordnet.
Die Fuchsmühle ist mit kurzer Unterbrechung von 1989 bis 2010 ununterbrochen in Betrieb. Heute dient sie zur Stromerzeugung. Seit 1999 befindet sich in der Mühle eine Pension mit Café.

### Baudenkmal
- Taubertalweg 101, 103 a/c: Fuchsmühle, Hauptgebäude mit Innenraum mit Längsbalken, 15./16. Jahrhundert; Nebengebäude von 1832. Es sind große Teile der Mühlentechnik erhalten geblieben, z. B. das Getriebe von ca. 1900, sechs Walzenstühle ein Steinmahlgang sowie mehrere Plansichter.[6]

### Einwohnerentwicklung
| Jahr      | 001818 | 001840 | 001871 | 001885 | 001900 | 001925 | 001950 | 001961 | 001970 | 001987 |
| Einwohner | 4      | 5      | 11     | 8      | 13     | 10     | 5      | 4      | 1      | *      |
| Häuser    | 1      | 1      |        | 2      | 3      | 1      | 1      | 2      |        | *      |
| Quelle    | [ 8 ]  | [ 9 ]  | [ 10 ] | [ 11 ] | [ 12 ] | [ 13 ] | [ 14 ] | [ 15 ] | [ 16 ] | [ 17 ] |

## Religion
Der Ort ist seit der Reformation evangelisch-lutherisch geprägt und bis heute nach St. Jakob (Rothenburg ob der Tauber) gepfarrt. Die Einwohner römisch-katholischer Konfession sind nach St. Johannis (Rothenburg ob der Tauber) gepfarrt.